# 춘향전 (1994년 드라마)
《춘향전》은 1994년 9월 20일에 대한민국의 방송사 KBS에서 방영된 드라마이다. 추석특집극으로 KBS 1TV를 통해 방영되었다.
조선 후기 소설 《춘향전》을 원작으로 원전에 충실하면서도 현대감각에 맞게 재해석하였다. 16세의 춘향이 등장하는 《춘향전》 원전과 근접하게 고등학교 3학년생으로 만 17세의 나이로 춘향을 연기한 김희선과 역시 같은 고등학교 3학년생으로서 몽룡을 연기한 만 18세의 이민우도 화제가 되었다.

## 출연자
- 김희선 : 춘향 역
- 이민우 : 몽룡 역
- 주현 : 변학도 역
- 전양자 : 월매 역
- 허준호 : 방자 역
- 권소정 : 향단 역
- 신귀식 : 몽룡의 아버지 역
- 박소현 : 몽룡의 어머니 역
- 신영희
- 이인희
- 서명희
- 이영
- 하대경
- 양택조
- 양영준
- 정진
- 김옥만
- 이한승
- 오기환
- 정종준
- 조용태
- 이한수
- 강민석
- 진운성
- 허길자
- 유복녀
- 강영하
- 특별출연: 전북도립국악원, 봉산탈춤보존회, 남원상고 취타대, 남원품앗이농악대

## 트리비아
- 신상옥 감독의 1961년 영화 《성춘향》에서 방자 역을 맡았던 허장강의 아들 허준호가 다시 방자 역을 맡아 화제가 되었다. 같은 영화에서 변학도 역을 맡았던 이예춘의 아들 이덕화도 변학도 역으로 처음 고려되었다.[5]
- 국악인 안숙선이 부른 춘향가 몇몇 대목이 배경음악으로 쓰였다.[2]
- 의상협찬: 허영한복

## 참고 자료
- 동아일보
- 한겨레신문
- 경향신문
- 중앙일보